# Mitchell Feigenbaum

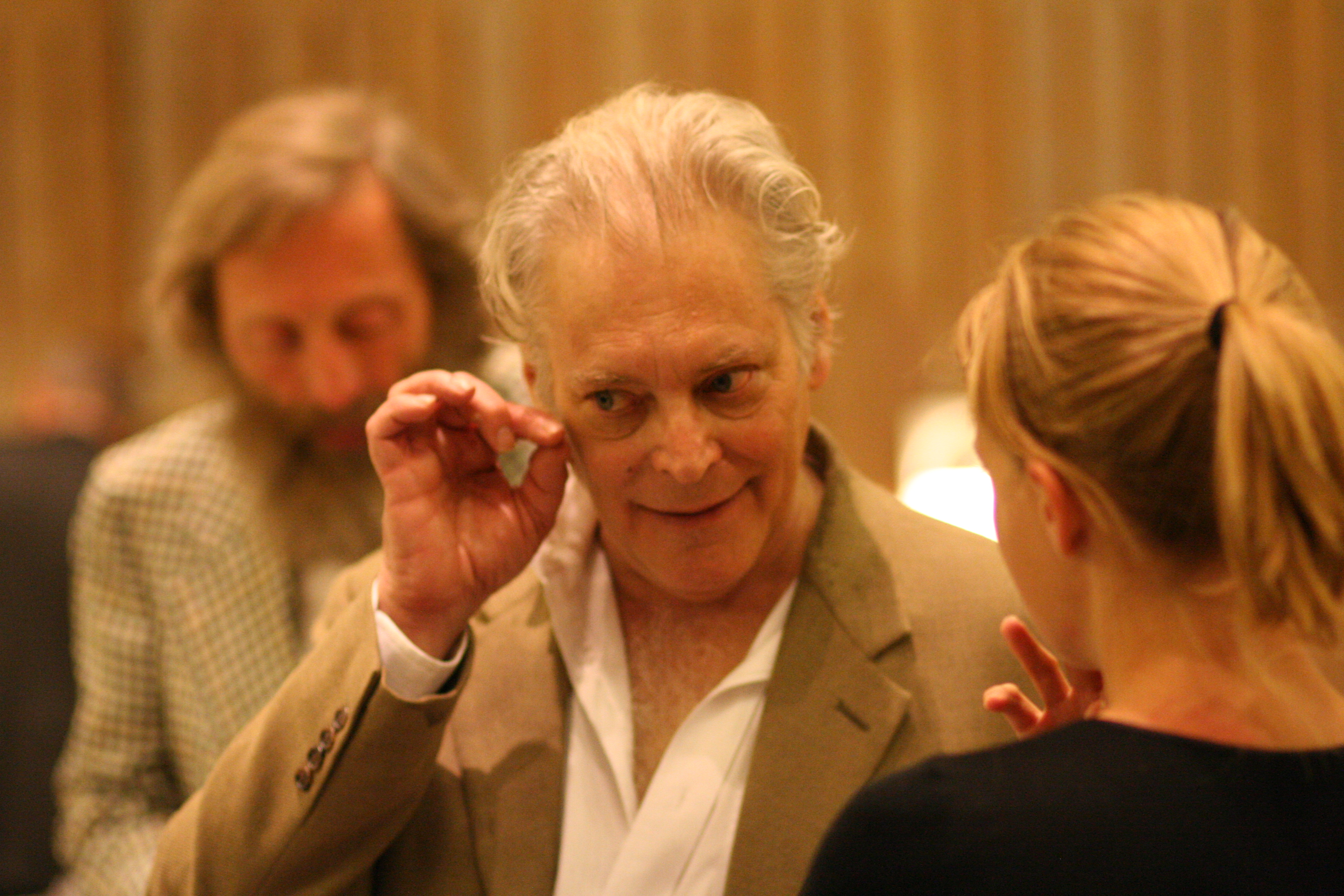
Feigenbaum in 2006

Mitchell Jay Feigenbaum (Philadelphia, 19 december 1944 - New York, 30 juni 2019) was een wiskundig fysicus, wiens baanbrekende studies in chaostheorie leidden tot de ontdekking van algemene eigenschappen van niet-lineaire processen (universaliteit) en de eerste en tweede constante van Feigenbaum.

## Jeugd en opleiding
Hij was de zoon van Poolse en Oekraïense immigranten. Hoewel hij uitblonk bij toetsen, konden de Tilden High School in Brooklyn en het City College of New York hem niet stimuleren. In 1964 begon hij aan het Massachusetts Institute of Technology met elektrotechniek, maar schakelde over naar natuurkunde en behaalde een doctoraat in 1970.
Nadat hij kortstondig werkte op Cornell University en het Virginia Polytechnic Institute, kreeg hij een aanbod van het Los Alamos National Laboratory om daar turbulentie te bestuderen. Hoewel de groep uiteindelijk er niet in slaagde om de lastige theorie van turbulente vloeistoffen op te lossen, leidde zijn onderzoek hem naar de studie van chaotische afbeeldingen.

## Chaotisch gedrag

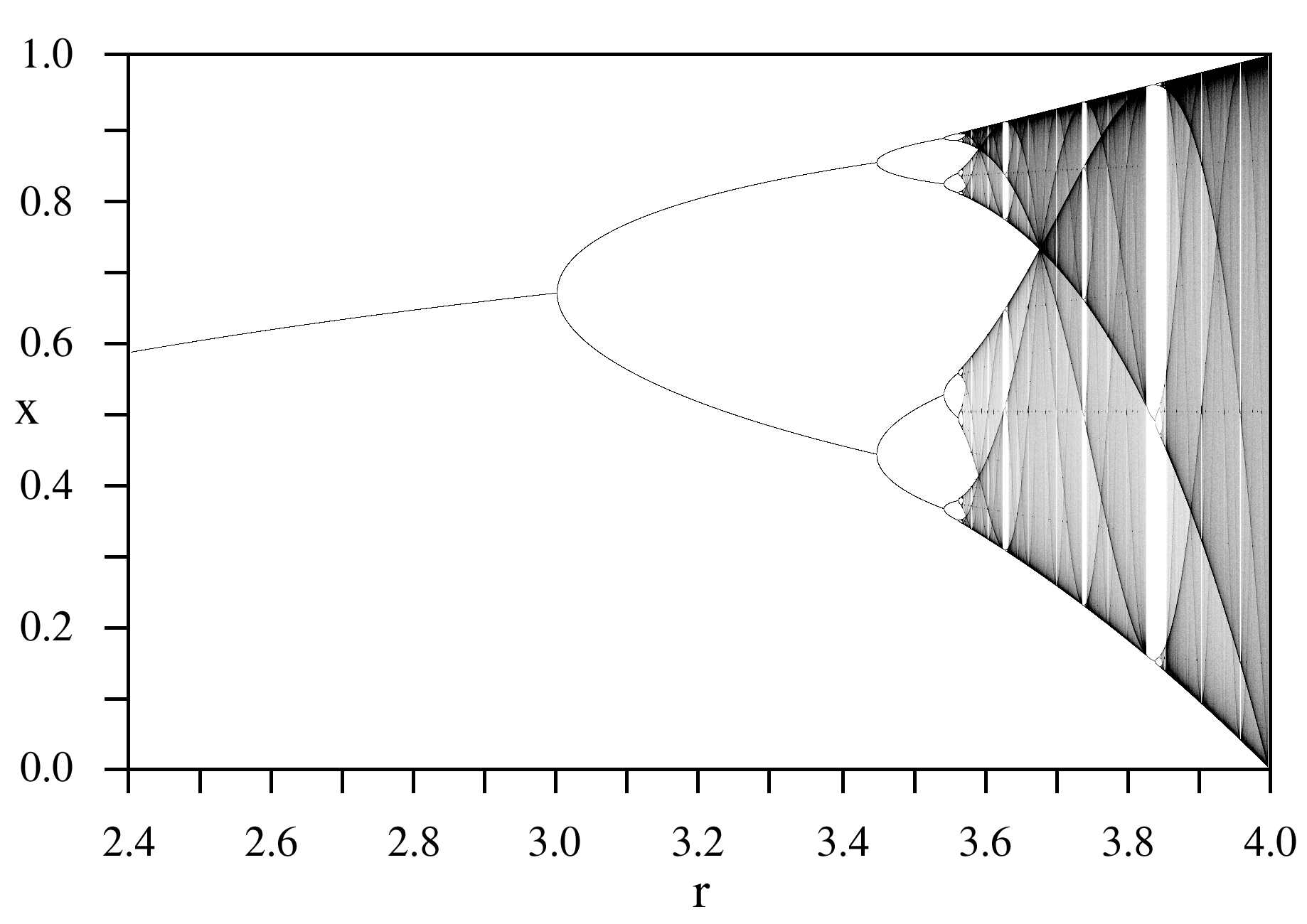
Bifurcatiediagram voor de logistische afbeelding. Feigenbaum vond in 1975 dat de verhouding van opvolgende afstanden tussen bifurcaties naar de limietwaarde 4,6692 gaat, de eerste constante van Feigenbaum.

Veel wiskundige afbeeldingen (herhaalde functies) met één lineaire parameter vertonen schijnbaar willekeurig gedrag, bekend als chaos, wanneer de parameter in een bepaald bereik ligt. Wanneer de parameter toeneemt, ondergaat de afbeelding bifurcaties (splitsingen) op bepaalde precieze parameterwaarden. Eerst is er één stabiel punt, na bifurcatie oscilleert de afbeelding tussen twee punten, na een verdere bifurcatie tussen vier punten, enzovoort. In 1975 ontdekte Feigenbaum, met behulp van een HP-65-handrekenmachine, dat de verhouding van het verschil tussen de parameterwaarden, waarbij opeenvolgende bifurcaties zich voordoen, naar een constante waarde van ongeveer 4,6692 gaat. Vervolgens slaagde hij erin hiervoor een wiskundig bewijs te geven, en hij toonde aan dat hetzelfde gedrag en dezelfde constante voorkwamen in een brede klasse van wiskundige functies vóór het begin van de chaos. Door dit universele resultaat kregen wiskundigen greep op het schijnbaar onhandelbare "willekeurig" gedrag van chaotische systemen. Deze verhouding bij de convergentie staat nu bekend als de eerste Feigenbaum-constante.
De logistische vergelijking met iteraties volgens
{\displaystyle \qquad x_{n+1}=rx_{n}(1-x_{n})} met parameter r in [0,4] en n een geheel getal groter dan 0,

is een bekend voorbeeld dat Feigenbaum bestudeert in zijn befaamde artikel uit 1978 Quantitative Universality for a Class of Nonlinear Transformations.

## Cartografie

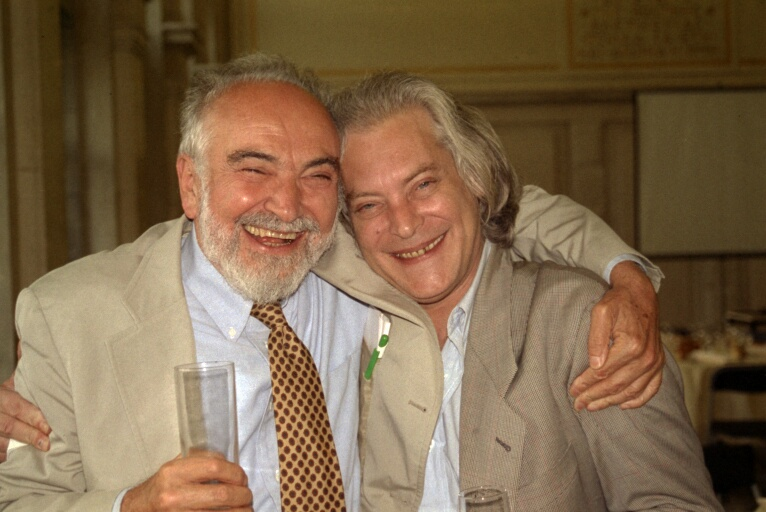
Mitchell Feigenbaum (rechts) met de mathematisch fysicus Joel Lebowitz, 1998

Feigenbaums andere bijdragen zijn onder andere nieuwe fractale methodes in de cartografie, die hij ontwikkelde in dienst van Hammond om computers kaarten te laten tekenen. De inleiding van de Hammond Atlas (1992) meldt:

"Using fractal geometry to describe natural forms such as coastlines, mathematical physicist Mitchell Feigenbaum developed software capable reconfiguring coastlines, borders, and mountain ranges to fit a multitude of map scales and projections. Dr Feigenbaum also created a new computerised type placement program which places thousands of map labels in minutes, a task which previously required days of tedious labour."

## Economie en prijzen
Verder bedacht hij algoritmes voor onder meer de berekening van de waarde van financiële derivaten en samengestelde beleggingsproducten met een Monte Carlo-methode. Zijn bedrijf Numerix verkoopt software voor de financiële markt.
In 1983 kreeg hij een MacArthur Fellowship en in 1986 ontving hij een Wolfprijs voor natuurkunde. Hij is een Toyota Professor aan de Rockefeller University sinds 1986.